# Victor Wanyama
Victor Mugabe Wanyama (ˈvɪktɜ muˈɡubiː wɑˈɲɑːmɑ; Nairobi, 25 giugno 1991) è un calciatore keniano, centrocampista del Dunfermline.
Nel 2012 è stato inserito nella lista dei migliori calciatori nati dopo il 1991 stilata da Don Balón.

## Biografia
Nato a Nairobi il 25 giugno 1991 da una famiglia povera, ha un fratellastro, anch'egli calciatore, McDonald Mariga.

## Caratteristiche tecniche
Centrocampista dinamico e all'occorrenza valido difensore centrale, dal grande temperamento e dall’enorme abnegazione tattica, è un giocatore dotato di una struttura fisica potente, da cui deriva forza nei contrasti, bravura nei tackle e abilità nella conduzione del pallone nonostante la stretta marcatura avversaria. Giocatore di carattere e personalità, efficace nel gioco aereo e sui calci piazzati, difetta in velocità ed è abilissimo nello sfruttare le sue progressioni lungo la linea offensiva.

## Carriera

### Club
Comincia la carriera nel 2006, a 15 anni, nella Youth Academy, squadra di un'università. Dopo cinque mesi il Nairobi City Stars, squadra della capitale, lo acquista. Wanyama viene poi acquistato dai Leopards e in seguito si trasferisce all'Helsingborg. Passa poi al Germinal Beerschot, club dal quale, dopo 50 presenze e 2 gol realizzati, viene acquistato dal Celtic per una somma intorno ai 300000 €.
Il 7 novembre 2012, alla 4ª giornata della fase a gironi della UEFA Champions League 2012-2013, diventa il primo marcatore keniota nella storia della UEFA Champions League, segnando il momentaneo 1-0 nella vittoria casalinga del Celtic contro il Barcelona, proprio nel giorno del 125º compleanno del club scozzese.
L'11 luglio 2013 passa al Southampton per 14,5 milioni di euro. Con i Saints rimane per tre stagione in cui colleziona 97 presenze e quattro reti tra tutte le competizioni. Il 23 giugno 2016 attraverso il proprio profilo ufficiale Twitter, il Tottenham ha ufficializzato l'arrivo di Wanyama. La cifra pagata per il mediano è di circa 14 milioni di euro.
Il 3 marzo 2020 passa al Montréal Impact. La settimana successiva al suo arrivo esordisce in Champions League partendo da titolare nella partita di andata dei quarti di finale contro l'Olimpia. Sotto di due reti, ad inizio ripresa fornisce l'assist a Taider per la rete del finale 1-2. Il 9 settembre realizza la rete del momentaneo pareggio nel derby giocato contro il Toronto FC, poi perso per 1-2.
Il 19 novembre 2024 la società canadese ha comunicato che il centrocampista è stato svincolato.

### Nazionale
Debutta con il Kenya il 27 maggio 2007 in amichevole contro la Nigeria, dal 2013 è il capitano degli Harambee Stars.
Il 27 settembre 2021 annuncia il proprio ritiro dalla nazionale keniota con cui ha disputato 67 partite e realizzato sette reti.

## Statistiche

### Presenze e reti nei club
Statistiche aggiornate al 27 luglio 2024.
| Stagione           | Squadra            | Campionato         | Campionato | Campionato | Coppe nazionali | Coppe nazionali | Coppe nazionali | Coppe continentali | Coppe continentali | Coppe continentali | Altre coppe | Altre coppe | Altre coppe | Totale | Totale |
| Stagione           | Squadra            | Comp               | Pres       | Reti       | Comp            | Pres            | Reti            | Comp               | Pres               | Reti               | Comp        | Pres        | Reti        | Pres   | Reti   |
| ------------------ | ------------------ | ------------------ | ---------- | ---------- | --------------- | --------------- | --------------- | ------------------ | ------------------ | ------------------ | ----------- | ----------- | ----------- | ------ | ------ |
| 2008-2009          | Beershot           | D1                 | 1          | 0          | CB              | -               | -               | -                  | -                  | -                  | -           | -           | -           | 1      | 0      |
| 2009-2010          | Beershot           | D1                 | 20         | 0          | CB              | 1               | 0               | -                  | -                  | -                  | -           | -           | -           | 21     | 0      |
| 2010-2011          | Beershot           | D1                 | 30         | 2          | CB              | 4               | 0               | -                  | -                  | -                  | -           | -           | -           | 34     | 2      |
| Totale Beerschot   | Totale Beerschot   | Totale Beerschot   | 51         | 2          |                 | 5               | 0               |                    | -                  | -                  |             | -           | -           | 56     | 2      |
| 2011-2012          | Celtic             | SPL                | 29         | 4          | SC+SLC          | 4+4             | 0               | UEL                | 5                  | 0                  | -           | -           | -           | 42     | 4      |
| 2012-2013          | Celtic             | SPL                | 32         | 6          | SC+SLC          | 5+2             | 1+0             | UCL                | 10                 | 2                  | -           | -           | -           | 49     | 9      |
| Totale Celtic      | Totale Celtic      | Totale Celtic      | 61         | 10         |                 | 15              | 1               |                    | 15                 | 2                  | -           | -           | -           | 91     | 13     |
| 2013-2014          | Southampton        | PL                 | 23         | 0          | FACup+CdL       | 1+0             | 0               | -                  | -                  | -                  | -           | -           | -           | 24     | 0      |
| 2014-2015          | Southampton        | PL                 | 32         | 3          | FACup+CdL       | 2+4             | 0               | -                  | -                  | -                  | -           | -           | -           | 38     | 3      |
| 2015-2016          | Southampton        | PL                 | 30         | 1          | FACup+CdL       | 0+2             | 0               | UEL                | 3                  | 0                  | -           | -           | -           | 35     | 1      |
| Totale Southampton | Totale Southampton | Totale Southampton | 85         | 4          |                 | 9               | 0               |                    | 3                  | 0                  |             | -           | -           | 97     | 4      |
| 2016-2017          | Tottenham          | PL                 | 36         | 4          | FACup+CdL       | 3+1             | 0               | UCL+UEL            | 5+2                | 0+1                | -           | -           | -           | 47     | 5      |
| 2017-2018          | Tottenham          | PL                 | 18         | 1          | FACup+CdL       | 5+0             | 0               | UCL                | 1                  | 0                  | -           | -           | -           | 24     | 1      |
| 2018-2019          | Tottenham          | PL                 | 13         | 1          | FACup+CdL       | 1+2             | 0               | UCL                | 6                  | 0                  | -           | -           | -           | 22     | 1      |
| 2019-2020          | Tottenham          | PL                 | 2          | 0          | FACup+CdL       | 0+1             | 0               | UCL                | 1                  | 0                  | -           | -           | -           | 4      | 0      |
| Totale Tottenham   | Totale Tottenham   | Totale Tottenham   | 69         | 6          | -               | 13              | 0               | -                  | 15                 | 1                  | -           | -           | -           | 97     | 7      |
| 2020               | CF Montréal        | MLS                | 22         | 2          | CC              | -               | -               | CCL                | 2                  | 0                  | -           | -           | -           | 24     | 2      |
| 2021               | CF Montréal        | MLS                | 27         | 2          | CC              | 1               | 0               |                    | -                  | -                  |             | -           | -           | 28     | 2      |
| 2022               | CF Montréal        | MLS                | 34         | 1          | CC              | -               | -               | CCL                | 4                  | 0                  |             | -           | -           | 38     | 1      |
| 2023               | CF Montréal        | MLS                | 25         | 0          | CC              | 2               | 0               |                    | -                  | -                  | LC          | 1           | 0           | 28     | 0      |
| 2024               | CF Montréal        | MLS                | 12         | 0          | CC              | 1               | 0               |                    | -                  | -                  | LC          | 2           | 1           | 15     | 1      |
| Totale CF Montreal | Totale CF Montreal | Totale CF Montreal | 120        | 5          | -               | 4               | 0               | -                  | 6                  | 0                  | -           | 3           | 1           | 128    | 6      |
| Totale carriera    | Totale carriera    | Totale carriera    | 387        | 27         |                 | 46              | 1               |                    | 39                 | 3                  |             | 3           | 1           | 475    | 32     |

### Cronologia presenze e reti in Nazionale
| Cronologia completa delle presenze e delle reti in nazionale ― Kenya | Cronologia completa delle presenze e delle reti in nazionale ― Kenya | Cronologia completa delle presenze e delle reti in nazionale ― Kenya | Cronologia completa delle presenze e delle reti in nazionale ― Kenya | Cronologia completa delle presenze e delle reti in nazionale ― Kenya | Cronologia completa delle presenze e delle reti in nazionale ― Kenya | Cronologia completa delle presenze e delle reti in nazionale ― Kenya | Cronologia completa delle presenze e delle reti in nazionale ― Kenya |
| Data                                                                 | Città                                                                | In casa                                                              | Risultato                                                            | Ospiti                                                               | Competizione                                                         | Reti                                                                 | Note                                                                 |
| -------------------------------------------------------------------- | -------------------------------------------------------------------- | -------------------------------------------------------------------- | -------------------------------------------------------------------- | -------------------------------------------------------------------- | -------------------------------------------------------------------- | -------------------------------------------------------------------- | -------------------------------------------------------------------- |
| 27-5-2007                                                            | Nairobi                                                              | Kenya                                                                | 0 – 1                                                                | Nigeria                                                              | Amichevole                                                           | -                                                                    |                                                                      |
| 14-3-2009                                                            | Teheran                                                              | Iran                                                                 | 1 – 0                                                                | Kenya                                                                | Amichevole                                                           | -                                                                    |                                                                      |
| 28-3-2009                                                            | Tunisi                                                               | Tunisia                                                              | 2 – 1                                                                | Kenya                                                                | Qual. Mondiali 2010                                                  | -                                                                    |                                                                      |
| 7-6-2009                                                             | Lagos                                                                | Nigeria                                                              | 3 – 0                                                                | Kenya                                                                | Qual. Mondiali 2010                                                  | -                                                                    |                                                                      |
| 20-6-2009                                                            | Nairobi                                                              | Kenya                                                                | 2 – 1                                                                | Mozambico                                                            | Qual. Mondiali 2010                                                  | -                                                                    |                                                                      |
| 6-9-2009                                                             | Maputo                                                               | Mozambico                                                            | 1 – 0                                                                | Kenya                                                                | Qual. Mondiali 2010                                                  | -                                                                    |                                                                      |
| 11-10-2009                                                           | Nairobi                                                              | Kenya                                                                | 0 – 1                                                                | Tunisia                                                              | Qual. Mondiali 2010                                                  | -                                                                    |                                                                      |
| 14-11-2009                                                           | Nairobi                                                              | Kenya                                                                | 2 – 3                                                                | Nigeria                                                              | Qual. Mondiali 2010                                                  | -                                                                    |                                                                      |
| 9-10-2010                                                            | Kampala                                                              | Uganda                                                               | 0 – 0                                                                | Kenya                                                                | Qual. Coppa d'Africa 2012                                            | -                                                                    |                                                                      |
| 5-1-2011                                                             | Khartum                                                              | Sudan                                                                | 0 – 1                                                                | Kenya                                                                | Amichevole                                                           | -                                                                    |                                                                      |
| 8-1-2011                                                             | Brazzaville                                                          | RD del Congo                                                         | 1 – 0                                                                | Kenya                                                                | Amichevole                                                           | -                                                                    |                                                                      |
| 15-1-2011                                                            | Doha                                                                 | Egitto                                                               | 5 – 0                                                                | Kenya                                                                | Amichevole                                                           | -                                                                    |                                                                      |
| 9-2-2011                                                             | Johannesburg                                                         | Sudafrica                                                            | 2 – 0                                                                | Kenya                                                                | Amichevole                                                           | -                                                                    |                                                                      |
| 26-3-2011                                                            | Nairobi                                                              | Kenya                                                                | 2 – 1                                                                | Angola                                                               | Qual. Coppa d'Africa 2012                                            | 1                                                                    |                                                                      |
| 29-3-2011                                                            | Abuja                                                                | Nigeria                                                              | 3 – 0                                                                | Kenya                                                                | Amichevole                                                           | -                                                                    |                                                                      |
| 5-6-2011                                                             | Luanda                                                               | Angola                                                               | 1 – 0                                                                | Kenya                                                                | Qual. Coppa d'Africa 2012                                            | -                                                                    |                                                                      |
| 10-8-2011                                                            | Nairobi                                                              | Kenya                                                                | 1 – 0                                                                | Botswana                                                             | Amichevole                                                           | -                                                                    |                                                                      |
| 3-9-2011                                                             | Malabo                                                               | Guinea Equatoriale                                                   | 1 – 2                                                                | Kenya                                                                | Qual. Coppa d'Africa 2012                                            | -                                                                    |                                                                      |
| 8-10-2011                                                            | Nairobi                                                              | Kenya                                                                | 0 – 0                                                                | Uganda                                                               | Qual. Coppa d'Africa 2012                                            | -                                                                    |                                                                      |
| 11-11-2011                                                           | Beau Vallon                                                          | Seychelles                                                           | 0 – 3                                                                | Kenya                                                                | Qual. Mondiali 2014                                                  | -                                                                    |                                                                      |
| 15-11-2011                                                           | Nairobi                                                              | Kenya                                                                | 4 – 0                                                                | Seychelles                                                           | Qual. Mondiali 2014                                                  | 1                                                                    |                                                                      |
| 29-3-2012                                                            | Sokodé                                                               | Togo                                                                 | 1 – 2                                                                | Kenya                                                                | Qual. Coppa d'Africa 2015                                            | -                                                                    |                                                                      |
| 2-6-2012                                                             | Nairobi                                                              | Kenya                                                                | 0 – 0                                                                | Malawi                                                               | Qual. Mondiali 2014                                                  | -                                                                    |                                                                      |
| 9-6-2012                                                             | Windhoek                                                             | Namibia                                                              | 1 – 0                                                                | Kenya                                                                | Qual. Mondiali 2014                                                  | -                                                                    |                                                                      |
| 16-6-2012                                                            | Nairobi                                                              | Kenya                                                                | 0 – 1                                                                | Togo                                                                 | Qual. Coppa d'Africa 2015                                            | -                                                                    |                                                                      |
| 16-10-2012                                                           | Nairobi                                                              | Kenya                                                                | 1 – 2                                                                | Sudafrica                                                            | Amichevole                                                           | -                                                                    | cap.                                                                 |
| 6-2-2013                                                             | Tunisi                                                               | Libia                                                                | 0 – 3                                                                | Kenya                                                                | Amichevole                                                           | -                                                                    |                                                                      |
| 23-3-2013                                                            | Abuja                                                                | Nigeria                                                              | 1 – 1                                                                | Kenya                                                                | Qual. Mondiali 2014                                                  | -                                                                    |                                                                      |
| 5-6-2013                                                             | Nairobi                                                              | Kenya                                                                | 0 – 1                                                                | Nigeria                                                              | Qual. Mondiali 2014                                                  | -                                                                    |                                                                      |
| 8-9-2013                                                             | Nairobi                                                              | Kenya                                                                | 1 – 0                                                                | Namibia                                                              | Qual. Mondiali 2014                                                  | -                                                                    |                                                                      |
| 18-5-2014                                                            | Nairobi                                                              | Kenya                                                                | 1 – 0                                                                | Comore                                                               | Qual. Coppa d'Africa 2015                                            | -                                                                    |                                                                      |
| 30-5-2014                                                            | Mutsamudu                                                            | Comore                                                               | 1 – 1                                                                | Kenya                                                                | Qual. Coppa d'Africa 2015                                            | -                                                                    | cap.                                                                 |
| 15-7-2014                                                            | Nairobi                                                              | Kenya                                                                | 0 – 0                                                                | Burundi                                                              | Amichevole                                                           | -                                                                    | cap. 58’                                                             |
| 20-7-2014                                                            | Maseru                                                               | Lesotho                                                              | 1 – 0                                                                | Kenya                                                                | Qual. Coppa d'Africa 2015                                            | -                                                                    | cap.                                                                 |
| 3-8-2014                                                             | Nairobi                                                              | Kenya                                                                | 0 – 0                                                                | Lesotho                                                              | Qual. Coppa d'Africa 2015                                            | -                                                                    | cap.                                                                 |
| 13-10-2014                                                           | Marrakech                                                            | Marocco                                                              | 3 – 0                                                                | Kenya                                                                | Amichevole                                                           | -                                                                    | cap.                                                                 |
| 7-6-2015                                                             | Kigali                                                               | Kenya                                                                | 2 – 0                                                                | Sudan del Sud                                                        | Amichevole                                                           | 1                                                                    | cap.                                                                 |
| 14-6-2015                                                            | Lubumbashi                                                           | Rep. del Congo                                                       | 1 – 1                                                                | Kenya                                                                | Qual. Coppa d'Africa 2017                                            | -                                                                    | cap.                                                                 |
| 6-9-2015                                                             | Nairobi                                                              | Kenya                                                                | 1 – 2                                                                | Zambia                                                               | Qual. Coppa d'Africa 2017                                            | -                                                                    | cap.                                                                 |
| 7-10-2015                                                            | Port Louis                                                           | Mauritius                                                            | 2 – 5                                                                | Kenya                                                                | Qual. Mondiali 2018                                                  | -                                                                    | cap.                                                                 |
| 11-10-2015                                                           | Nairobi                                                              | Kenya                                                                | 0 – 0                                                                | Mauritius                                                            | Qual. Mondiali 2018                                                  | -                                                                    | cap.                                                                 |
| 13-11-2015                                                           | Nairobi                                                              | Kenya                                                                | 1 – 0                                                                | Capo Verde                                                           | Qual. Mondiali 2018                                                  | -                                                                    | cap.                                                                 |
| 17-11-2015                                                           | Praia                                                                | Capo Verde                                                           | 2 – 0                                                                | Kenya                                                                | Qual. Mondiali 2018                                                  | -                                                                    | cap.                                                                 |
| 23-3-2016                                                            | Bissau                                                               | Guinea-Bissau                                                        | 1 – 0                                                                | Kenya                                                                | Qual. Coppa d'Africa 2017                                            | -                                                                    | cap.                                                                 |
| 27-3-2016                                                            | Nairobi                                                              | Kenya                                                                | 0 – 1                                                                | Guinea-Bissau                                                        | Qual. Coppa d'Africa 2017                                            | -                                                                    | cap.                                                                 |
| 29-5-2016                                                            | Nairobi                                                              | Kenya                                                                | 1 – 1                                                                | Tanzania                                                             | Amichevole                                                           | 1                                                                    | cap.                                                                 |
| 4-6-2016                                                             | Nairobi                                                              | Kenya                                                                | 2 – 1                                                                | Rep. del Congo                                                       | Qual. Coppa d'Africa 2017                                            | -                                                                    | cap.                                                                 |
| 30-8-2016                                                            | Kampala                                                              | Uganda                                                               | 0 – 0                                                                | Kenya                                                                | Amichevole                                                           | -                                                                    | cap.                                                                 |
| 4-9-2016                                                             | Chingola                                                             | Zambia                                                               | 1 – 1                                                                | Kenya                                                                | Qual. Coppa d'Africa 2017                                            | -                                                                    | cap.                                                                 |
| 12-11-2016                                                           | Nairobi                                                              | Kenya                                                                | 1 – 0                                                                | Mozambico                                                            | Amichevole                                                           | -                                                                    | cap.                                                                 |
| 15-11-2016                                                           | Nairobi                                                              | Kenya                                                                | 1 – 0                                                                | Liberia                                                              | Amichevole                                                           | -                                                                    | cap.                                                                 |
| 26-3-2017                                                            | Nairobi                                                              | Kenya                                                                | 2 – 1                                                                | Etiopia                                                              | Amichevole                                                           | -                                                                    | cap.                                                                 |
| 10-6-2017                                                            | Freetown                                                             | Sierra Leone                                                         | 2 – 1                                                                | Kenya                                                                | Qual. Coppa d'Africa 2019                                            | -                                                                    | cap.                                                                 |
| 24-3-2018                                                            | Marrakech                                                            | Kenya                                                                | 2 – 2                                                                | Comore                                                               | Amichevole                                                           | 1                                                                    | cap.                                                                 |
| 10-10-2018                                                           | Bahir Dar                                                            | Etiopia                                                              | 0 – 0                                                                | Kenya                                                                | Qual. Coppa d'Africa 2019                                            | -                                                                    | cap.                                                                 |
| 14-10-2018                                                           | Nairobi                                                              | Kenya                                                                | 2 – 1                                                                | Etiopia                                                              | Qual. Coppa d'Africa 2019                                            | 1                                                                    | cap.                                                                 |
| 23-3-2019                                                            | Accra                                                                | Ghana                                                                | 1 – 0                                                                | Kenya                                                                | Qual. Coppa d'Africa 2019                                            | -                                                                    | cap.                                                                 |
| 7-6-2019                                                             | Bondoufle                                                            | Kenya                                                                | 1 – 0                                                                | Madagascar                                                           | Amichevole                                                           | 1                                                                    | cap.                                                                 |
| 15-6-2019                                                            | Madrid                                                               | RD del Congo                                                         | 1 – 1                                                                | Kenya                                                                | Amichevole                                                           | -                                                                    | cap.                                                                 |
| 23-6-2019                                                            | Il Cairo                                                             | Algeria                                                              | 2 – 0                                                                | Kenya                                                                | Coppa d'Africa 2019 - 1º turno                                       | -                                                                    | cap.                                                                 |
| 27-6-2019                                                            | Il Cairo                                                             | Kenya                                                                | 3 – 2                                                                | Tanzania                                                             | Coppa d'Africa 2019 - 1º turno                                       | -                                                                    | cap.                                                                 |
| 1-7-2019                                                             | Il Cairo                                                             | Kenya                                                                | 0 – 3                                                                | Senegal                                                              | Coppa d'Africa 2019 - 1º turno                                       | -                                                                    | cap.                                                                 |
| 13-10-2019                                                           | Nairobi                                                              | Kenya                                                                | 0 – 1                                                                | Mozambico                                                            | Amichevole                                                           | -                                                                    | cap.                                                                 |
| 14-11-2019                                                           | Alessandria d'Egitto                                                 | Egitto                                                               | 1 – 1                                                                | Kenya                                                                | Qual. Coppa d'Africa 2021                                            | -                                                                    | cap.                                                                 |
| 18-11-2019                                                           | Nairobi                                                              | Kenya                                                                | 0 – 1                                                                | Togo                                                                 | Qual. Coppa d'Africa 2021                                            | -                                                                    | cap.                                                                 |
| 11-11-2020                                                           | Nairobi                                                              | Kenya                                                                | 1 – 1                                                                | Comore                                                               | Qual. Coppa d'Africa 2021                                            | -                                                                    | cap.                                                                 |
| 15-11-2020                                                           | Iconi                                                                | Comore                                                               | 2 – 1                                                                | Kenya                                                                | Qual. Coppa d'Africa 2021                                            | -                                                                    | cap.                                                                 |
| Totale                                                               |                                                                      | Presenze                                                             | 67                                                                   |                                                                      | Reti                                                                 | 7                                                                    |                                                                      |

## Palmarès

### Club

#### Competizioni nazionali
- Campionato scozzese: 2

Celtic: 2011-2012, 2012-2013
- Coppa di Scozia: 1

Celtic: 2012-2013
- Canadian Championship: 1

CF Montréal: 2021